# 강동 롯데캐슬 퍼스트
강동 롯데캐슬 퍼스트(영어: Gangdong LOTTE CASTLE FIRST)는 대한민국 서울특별시 강동구 암사동에 위치한 아파트이다. 2008년에 완공 후 입주했다.